# Ільза Шульц
Ільза Шульц (нім. Ilse Schulz; 12 листопада 1913, Бремергафен — 16 жовтня 1991, Гамбург) — медсестра Німецького Червоного Хреста. Кавалер Залізного хреста 2-го класу.

## Біографія
До Другої світової війни була членом Союзу німецьких дівчат, захоплювалась фотографією. Під час війни працювала у військових лікарнях в Кілі, Франції і Північній Африці. Відзначилась під час нальоту британської авіації біля Мерса-Матрух, коли разом з Гретою Фок допомагала хірургові рятувати поранених у 200-му польовому лазареті Африканського корпусу. З 1 листопада 1943 по 28 серпня 1944 року вивчала медицину в Ростоцькому університеті, проте внаслідок бойових дій була змушена перервати навчання.

## Нагороди
- Медаль Воєнних заслуг (26 березня 1942)
- Залізний хрест 2-го класу (10 квітня 1943)
- Нарукавна стрічка «Африка»
- Медаль «За італо-німецьку кампанію в Африці» (Італія)
- Медаль «За турботу про німецький народ»
- Нагрудний знак «За поранення» в чорному